# Гасин Олександр Іванович
Оле́кса Га́син (Олександр Іванович Гасин, псевдо: — «Лицар», «Дор», «Чорнота», «Сук», «Тур»; 18 липня 1907, с. Конюхів, нині Стрийський район, Львівська область — 31 січня 1949, м. Львів) — український політичний і військовий діяч, учасник визвольних змагань 1940-х років, заступник військового міністра в Українському державному правлінні (07.1941), керівник групи УПА-Захід (на початку 1944), начальник Головного військового штабу УПА (01.1946—01.1949). Полковник УПА.

## Життєпис
Народився в родині заможного селянина, інженера-землевпорядника за фахом. У сім'ї з 5 дітей Олекса був найстаршим. 

### Становлення
У Стрийській гімназії, яку закінчив 1928 року, познайомився та потоваришував зі Степаном Охримовичем та молодшим від себе на півтора року Степаном Бандерою.
У молоді роки, попри навчання, Олекса Гасин належав до нелегальної «Групи Української Державницької Молоді», брав активну участь в діяльності товариств «Сокіл» та «Просвіта», входив до пластового куреня Загін Червона Калина, був членом УВО, працював у націоналістичних гуртках до створення ОУН, куди вступив 1930 року.
Всі можливості для навчання Олекса Гасин використовував для збагачення й удосконалення своїх знань. Закінчив чотири курси Львівської політехніки. Поряд з прагненням отримати вищу освіту ґрунтовно вивчав військову справу. Зокрема, у 1929 році закінчив польську школу підхорунжих зі званням чотового-підхорунжого, зайнявши друге місце серед всієї школи, що було нечуваним досягненням для українця. У 1937 році — скорочений курс Баварської воєнної академії.

### Польські тюрми— «кузня» свідомих кадрів
Не раз був заарештований польською владою (1931, 1933, 1937), а в 1934–1935 рр. перебував у сумнозвісному «політичному» концтаборі Береза-Картузька на Берестейщині. До того часу брав участь у виданні «Бюлетеня Крайової екзекутиви» ОУН на Західно-Українських Землях (ЗУЗ).
У в'язницях українські націоналісти систематично вели виховну роботу зі своїми менш освіченими і підготовленими однодумцями, також з особами, не залученими до організаційної праці. Дуже ефективно в тому плані працював Олекса Гасин, завдяки чому польські в'язниці українськими націоналістами були перетворені на своєрідні осередки підготовки кадрів для визвольної боротьби. Про це О.Гасин говорить у передмові до першого числа рукописного тюремного часопису «Крати»:
|  | „Обов’язком кожного з нас є посвятити всяку вільну хвилину самовихованню. Бо лише вповні свідома одиниця може доцільно й корисно працювати для добра Нації”. |

Ця невелика за обсягом праця містить настільки вагомі й оригінальні міркування, що дає поряд з іншими джерелами повну підставу вважати О.Гасина одним з найобдарованіших ідеологів українського націоналізму.

Ось що пише Гасин у розділі «дещо про мораль націоналіста»: 
|  | .„Мусимо перевиховувати та виховувати українські маси на гідних горожан Української Нації, свідомих свого „я”… Націоналісти мають бути першими рядами новітнього, справжнього аристократизму. Тому найперше самі мусять досконалитися, щоб осягнути найвищий ступінь совершенства… Націоналістом—аристократом духа може стати кожний, хто здобудеться на ці духовні цінності — прикмети свого характеру… Треба стреміти, щоб увесь Український Нарід піднісся до цієї висоти духа… Одначе все треба мати на увазі якість, а не кількість. І тоді Український Нарід буде зрілий до відігравання великої ролі в історії, коли при найвищій якости буде більша кількість українців – духовних аристократів. |

### Кар'єрне зростання вОУН
Фах військовика був його справжнім покликанням. Досить швидко ввійшов до керівництва Крайової екзекутиви, де формувалися кадри радикалів націоналістичного руху, що заявлять про себе на повен голос у 1939—1940 роках Крайовий провідник ОУН протягом другої половини 1934 — початку 1935.
Переслідування режиму змусили О. Гасина у вересні 1938 року виїхати до Австрії, згодом до Німеччини. Там його помітив провідник ОУН полковник Євген Коновалець — Гасин був введений до складу військової референтури Проводу. Разом з Є. Коновальцем написав «Військовий підручник».
Незабаром в ОУН стався розлам на «революційну», бандерівську і помірковану, мельниківську течії. Видана мельниківцями «Біла книга» про «бунт Яри — Бандери» ставить Гасина на 15-те місце в переліку ініціаторів «диверсії» проти єдності руху націоналістів.
Того ж, 1939 року він обійняв посаду військового референта Краківської екзекутиви ОУН(Б). II-й Великий Збір ОУН (Р) у квітні 1941 року включив його до Проводу організації як шефа військової референтури.
У березні — травні 1941 року Гасин викладав на вищих старшинських (офіцерських) курсах ОУН, які діяли у Кракові на вул. Стефана Баторія, 14. Слухачі, що розглядалися як ядро Збройних Сил майбутньої Української Соборної Самостійної Держави, опановували там військові знання і здобували навички на оперативно-тактичному рівні.
Краківська екзекутива тим часом енергійно готувала збройне антирадянське повстання на західноукраїнських землях, населення яких уже сповна спізнало «докорінних переваг радянського ладу». У регіоні формується мережа підпільних проводів ОУН до повітових і станичних включно, призбирується зброя. 10 березня 1940 року створюється Повстанський штаб, виробляється «Єдиний генеральний план» збройного повстання. Через кордон перекидаються групи організаторів підпільної боротьби.
5 березня 1941 року за безпосередньою участю Гасина складено розгорнутий план повстанських дій і творення національної армії. Зміст плану свідчив про високий рівень військово-теоретичного мислення військового референта Проводу.

### Заступник військового міністра вУДП
Початок радянсько-німецької війни Олекса Гасин зустрів на посаді організаційно-мобілізаційного референта Головного військового штабу ОУН. Після проголошення 30 червня 1941 року у Львові членами ОУН (Б) Акту відновлення державної самостійності України був обраний на посаду заступника військового міністра в Українському державному правлінні під головуванням Ярослава Стецька.

### Нацистське ув'язнення
До арешту гітлерівцями у 1942 році працював заступником військового референта Центрального проводу (ЦП) ОУН (Б). 9 квітня 1943 року йому вдалося звільнитися з Дрогобицької в'язниці. За однією версією, його звільнив загін УПА, за іншою, Служба безпеки (СБ) ОУН дала гестапівцям хабаря золотом за його вихід на волю.
Згідно з останніми науковими дослідженнями цю ризиковану акцію під носом ув окружного гестапо Крайсгауптманшафту за наказом Дрогобицького обласного проводу ОУН здійснило місцеве підпілля. Його члени Богдан Ковцун та Ярослав Максимів, які за завданням організації вступили в українську допоміжну поліцію, змогли передати провіднику рідину, від якої в Гасина почалася гарячка. Побоюючись заразитись від в'язня якоюсь інфекційною хворобою, нацисти перевели його під охорону поліції до лікарняного ізолятора на вулиці Трускавецькій, звідки ці два підпільники Олексу викрали.
Після звільнення, «Дор» (тодішнє псевдо О. Гасина) очолив підпільну мережу в Галичині. На III Великому зборі ОУН (серпень 1943 року) він рішуче підтримав лінію Романа Шухевича — Дмитра Клячківського на створення повстанських формувань (УПА) і відкриту збройну боротьбу проти «двох окупантів-імперіалістів» — Третього Райху і СРСР.

### СтворенняУНС
Окремою сторінкою бойової біографії «Дора» стала участь у формуванні в Галичині Української Народної Самооборони (УНС, з грудня 1943 року — Група УПА-Захід).
29 січня 1945 року оперативна група капітана НКДБ Петра Форманчука в селі Бабин Середній Войнилівського району Станіславської області(тепер Калуський район Івано-Франківська область) затримала члена Центрального Проводу (ЦП) ОУН Олександра Луцького — «Беркута» та його дружину Юлію. «Беркут» (пізніше, 1946 року — розстріляний) на допитах докладно розповів про історію творення УНС.
За його словами, з наближенням до Карпатського краю рейдового з'єднання партизанів Сидора Ковпака (червень 1943 року) Р. Шухевич віддає наказ створити загони самооборони. Обласні проводи ОУН отримують завдання провести мобілізацію своїх членів, забезпечити їх зброєю, обмундируванням і харчуванням. До 15 серпня УНС налічувала 5 куренів (до 2000 багнетів).

Групою УНС Карпатського краю (Станіславська й Дрогобицька області) командував сотник Гасин. Однак необстріляні, погано озброєні вояки самооборони не могли протистояти досвідченим партизанам Ковпака, що мали артилерію та інше важке озброєння. За словами Остапа Луцького, після кількох сутичок курені самооборони дістали команду не вступати в бої, а підрозділ «Чорних чортів» взагалі розбігся.
УНС намагалася захистити місцеве населення від терору німецьких окупантів, протидіючи їм збройно. Сталося кілька боїв. Однак 2 жовтня 1943 р. окупаційна влада запроваджує драконівські заходи — за кожного вбитого німця розстрілювали 10 цивільних мешканців. Щоб запобігти жертвам, підлеглі О.Гасина переходять до оборонної тактики. До того ж відкривається новий «фронт», точаться запеклі бої з загонами польської Армії Крайової, яка намагалася встановити контроль над краєм напередодні приходу радянських військ.

### УПА-ЗахідтаГоловний військовий штаб УПА
З початку 1944 року О. Гасин очолив Групу УПА «Захід», однак ненадовго. Цінуючи талант військовика, Р. Шухевич призначає його уповноваженим Центрального проводу (ЦП) і Головного військового штабу УПА в Карпатах. Тут «Іван Чорнота» (Гасин) сповна використав свої організаторські здібності, а водночас показав себе як розважлива, справедлива людина. Він заперечував проти невиправданих покарань і розстрілів в УПА, які практикувала всесильна СБ.
У тій складній ситуації Гасин виявив і дипломатичний хист. Розуміючи, що німці невдовзі відступлять на Захід, і готуючись до повернення радянської влади, він уживає заходів до збереження сил і підвищення боєздатності карпатських повстанців. Як засвідчив на допитах у НКДБ перекладач ГВШ «Кармелюк», Гасин провів переговори з місцевими німецькими воєначальниками. В обмін на нейтралітет вони передали йому 40 ручних кулеметів, 3 гармати, 20 автоматів, 400 гвинтівок і боєприпаси, якими озброїли сотні «Славка», «Благого» і «Яструба».
За це Р. Шухевич наказав шефу СБ Миколі Арсеничу провести слідство й віддати «Чорноту» під «революційний суд». На той час, оповідає О. Луцький, командувач УПА формально виступав проти контактів з вермахтом, аби не псувати репутації перед державами Заходу, чия майбутня перемога вже не викликала сумнівів. Через це і В. Кук — «Леміш», і сам «Беркут» ледве не втратили життя, ведучи переговори з німцями з кон'юнктурних міркувань.
Реалії боротьби з радянським режимом врешті примирили Гасина й Шухевича. З січня 1946 року «Лицар» стає керівником ГВШ УПА. Очевидці відзначали, що багато з ідей «Чупринка» запозичив у свого начальника штабу.
6 червня 1948 року О. Гасину присвоєне звання полковника УПА. У 1945—1948 роках він брав активну участь в організаційних нарадах лідерів підпілля в Їловському й Рогатинському лісах, де були вироблені засади стратегії і тактики руху опору в післявоєнний період.
Сам О. Гасин у той час переховувався у важкоприступних місцях Станіславської та Дрогобицької областей. Його криївки убезпечували особистий ад'ютант «Махмед» (односельчанин Василь Барабаш) та охоронна боївка «Крука» (Михайла Штурмака). Щонайменше двічі його помилково впізнавали серед загиблих підпільників, припиняли розшук, аж поки «Лицар» знову нагадував про себе.
Про одну з таких «смертей» 20 січня 1947 року при проведенні чекістсько-військової операції біля села Лани-Соколівські Стрийського району Дрогобицької області Міністр внутрішніх справ СРСР С. Круглов письмово доповів Сталіну, Молотову і Берії.

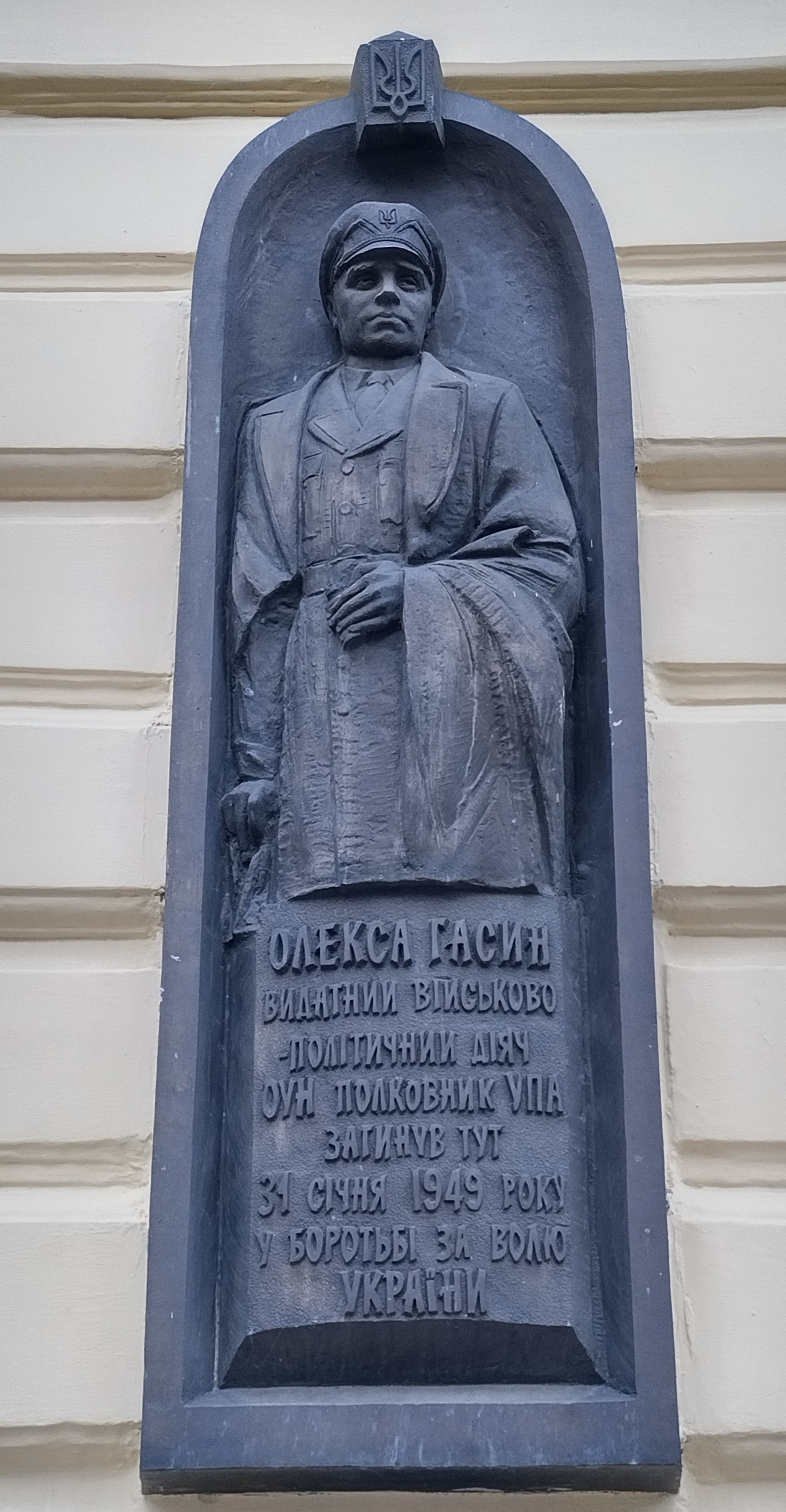
Меморіальна таблиця на розі вул. Коперника та вул. Стефаника у Львові

### Останні дні
Органи ҐБ, які вели масштабну операцію «Омут», що ставила за мету виявлення Крайового проводу «Карпати — Захід» і Львівського обласного проводу, поступово наближалися до «Лицаря», на якого 27 січня 1945 року управління (контррозвідка) НКДБ УРСР завело справу-формуляр. З 15 грудня 1948 до березня 1949 року було ліквідовано 15 зв'язкових і утримувачів бункерів зв'язку Центрального Проводу ОУН. У січні 1949 року ліквідовано й лінію зв'язку між Центральним Проводом і «Лицарем», який з 5 січня і до своєї загибелі перебував у Львові.
Саме у Львові під час оперативно-розшукових заходів чекісти вийшли на доньку священика села Конюхів Б., яка мешкала на вул. Богуславського, 14. Та змушена була зізнатися, що переховує дітей «Лицаря», який намагається їх відвідувати, і черговий раз прийде 31 січня.
Того дня, близько 19:00 в під'їзд будинку ввійшов чоловік у фуфайці. Це був Гасин. До квартири він не заходив — почув голоси чужих людей (до господині прийшли гості-студенти).
На виході «Лицаря» впізнали співробітники зовнішнього спостереження 5-го відділу УМДБ і попрямували за ним вулицею Богуславського до вулиці  Коперника. Коли старший лейтенант С. намагався обігнати Гасина, щоб придивитися до його обличчя, «Лицар» (один з найкращих конспіраторів підпілля, за визнанням самих чекістів) вихопив револьвер, зробив два постріли (не влучивши в переслідувача) і кинувся навтьоки у напрямку Головної пошти.
Він уже був ускочив на приступку трамвая, однак міліціонер, що стояв у салоні, відіпхнув його. Наближалася погоня, Гасин устиг поранити міліціонера, який опинився поблизу, вистрілив собі в рот і помер на місці.
У тому місці — на розі теперішніх вулиць Стефаника та Коперника у Львові — розташований пам'ятний знак Олексі Гасину.
У загиблого знайшли записку («грипс») на клаптику цигаркового паперу. У ній Олекса Гасин пише дружині, що дуже стурбований небезпекою її викриття. «Кохана, — писав „Лицар“, — будемо разом і тоді стільки будемо думати про нашу дальшу долю…». Але побачити свого вже мертвого чоловіка їй судилося тільки під час процедури офіційного упізнання тіла провідника.

### Доля родини
У 1941 році його батько, матір, брат Йосип із сім'єю були заслані на спецпоселення до Архангельської області. Удруге їх заслано у 1947 році, цього разу — до Омської області.
Двоє інших Олексиних братів розділили з ним долю підпільника. Старший — Матій — загинув у 1939 році, воюючи проти угорських окупантів у лавах «Карпатської Січі» на Закарпатті. Юрій Гасин — «Строюк», керівник Стрийського окружного проводу ОУН — загинув наприкінці 1946 року.

Ольга та Олекса Гасини, 1937 рік

Дружина провідника Ольга Гасин (до шлюбу Пеленичка) — народилася з ним в одному селі. Закінчила Стрийську жіночу гімназію, вчителювала. Як підпільниця ОУН діяла під псевдом «Леся», добирала конспіративні квартири у Львові для Романа Шухевича та чоловіка.
У січні 1949 року співробітники органів держбезпеки отримали інформацію про те, що в с. Добряни Щирецького району (тепер Миколаївський район) Львівської області в мешканки Дарії Ф. перебувають син і донька одного з керівників ОУН, за прикметами схожого на Гасина. Тут вистежили й затримали Ольгу Гасин, хоч вона і встигла переправити дітей до Львова.
1950 року Ольгу Гасин Особлива нарада МДБ СРСР засудила до десяти років таборів. Звільнившись 1957 року, вона оселилася у Броварах під Києвом.

## Вшанування пам'яті

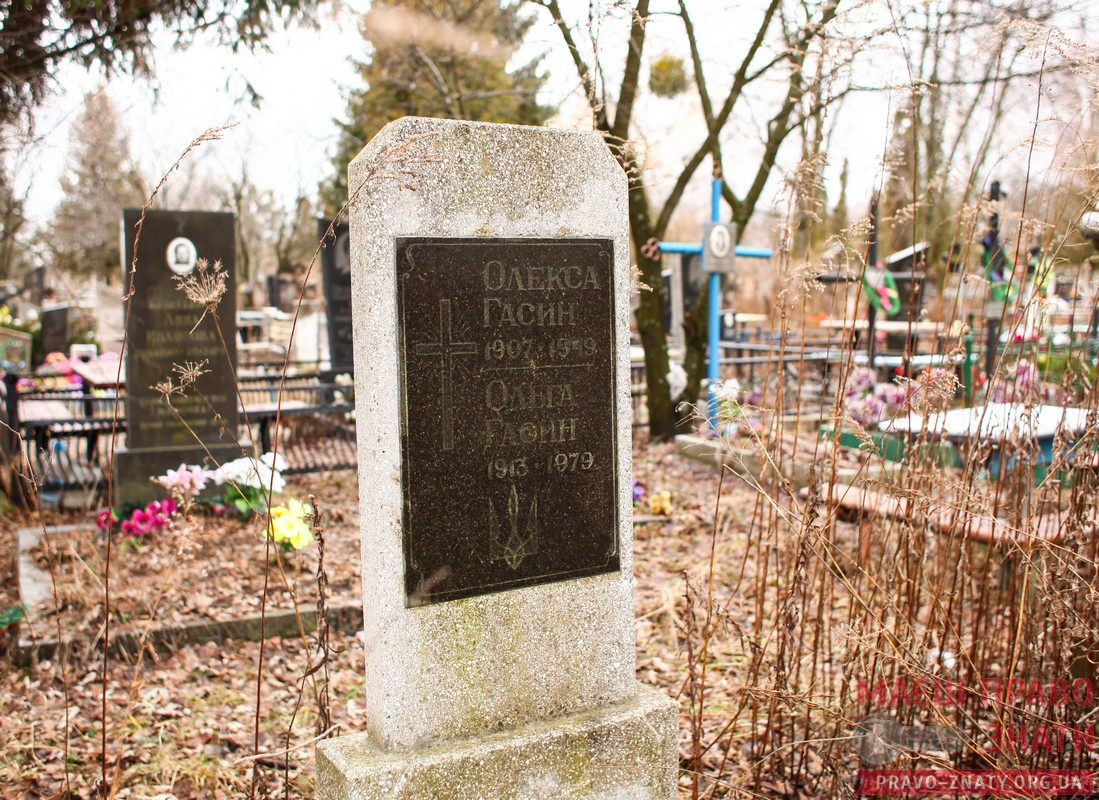
Ім'я та роки життя Олекси Гасина на могилі його дружини Ольги, Бровари

- 1952 року з нагоди 10-річчя УПА постановою Української Головної Визвольної Ради Олексі Гасину посмертно надано звання генерал-хорунжого.
- У його рідному селі Конюхів споруджено меморіал пам'яті славетного українця.
- На місці його смерті — на розі теперішніх вулиць Стефаника та Коперника у Львові — встановили пам'ятний знак Олексі Гасину.
- 30 травня 2013 на місці загибелі діяча — на розі вулиць Стефаника та Коперника у Львові — назвали площу Олекси Гасина[4].
- 25 грудня 2015 року у Броварах також вшанували дружину Олекси — Ольгу Гасин — назвавши на її честь вулицю.
- На могилі Ольги Гасин у Броварах на пам'ять про її визначного чоловіка написали ім'я та роки життя Олекси Гасина[5].
- У багатьох містах України є Вулиця Героїв УПА, до яких належить і Олекса Гасин.
- 18 липня 2024 року у селі Молодинче Львівської області вулицю Миру перейменували на вулицю Олекси Гасина.